# باغو كنارة (أنزان الشرقي)
باغو کنارة (بالفارسية: باغوکناره) هي قرية تقع في إيران في قسم أنزان الشرقي الريفي. يقدر عدد سكانها بـ 1,209 نسمة .